# Кевин Кориган
Кевин Фицџералд Кориган (енгл. Kevin Fitzgerald Corrigan; Бронкс, Њујорк, 27. марта 1969) је амерички позоришни, филмски и телевизијски глумац.